# Wilhelmus Lindanus
Wilhelmus Lindanus, nome latinizzato di Willem Damaszoon van der Lindt (Dordrecht, 1525 – Gent, 2 novembre 1588), è stato un vescovo cattolico, ebraista e teologo olandese.

## Biografia

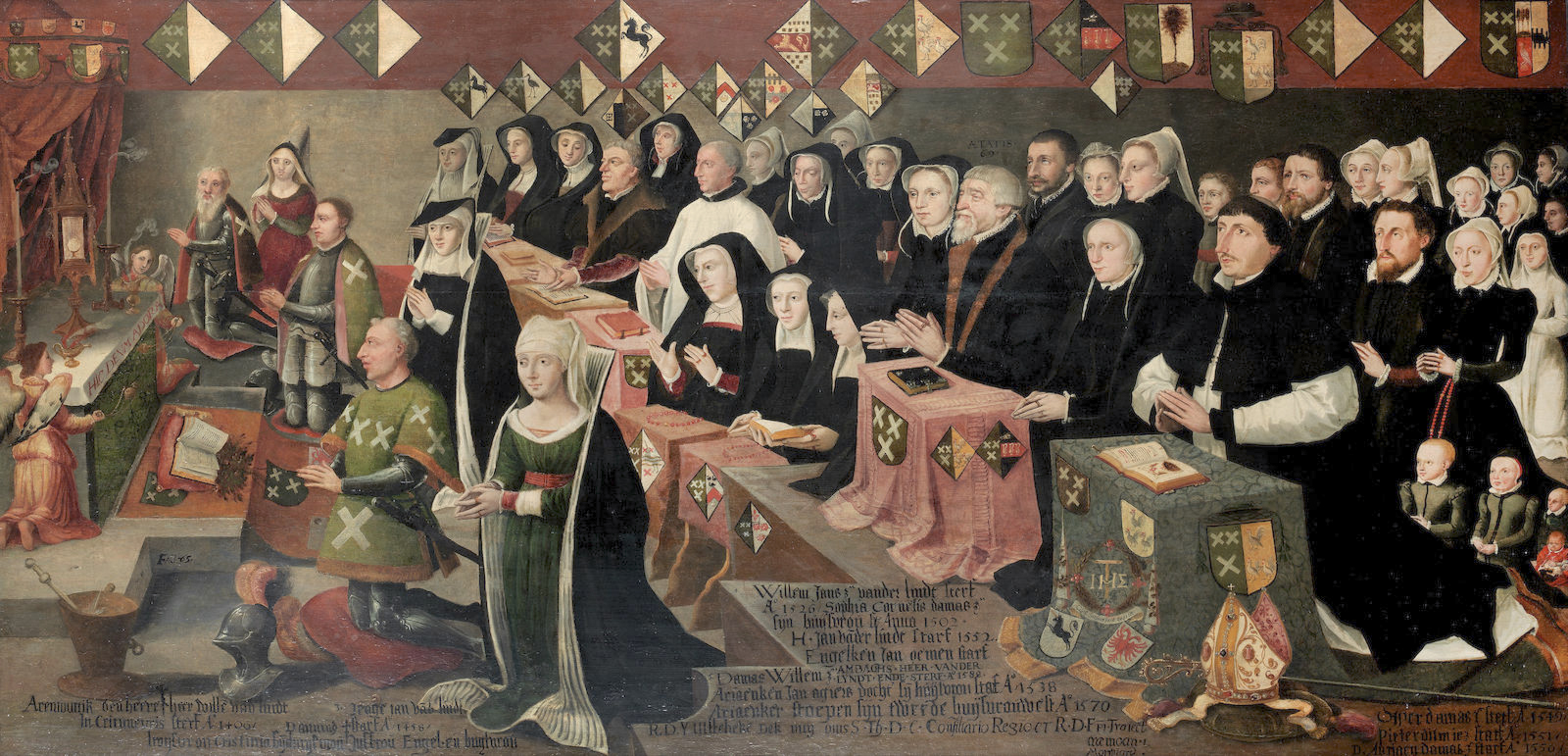
La famiglia Van der Linden intorno al 1570. Al centro Damas van der Lindt, al centro a destra il figlio, il vescovo Wilhelmus Landanus

Lindanus nacque nel 1525 in una famiglia aristocratica di Dordrecht, nell'Olanda Meridionale. Studiò il greco e l'ebraico presso il Collegium Trilingue di Lovanio con l'umanista olandese Andreas van Gennep, detto Balenus e perfezionò la sua conoscenza delle lingue bibliche a Parigi con Jean Mercier e Adrien Turnèbe.
Nel 1552 conseguì la Licentia docendi a Lovanio, e lo stesso anno fu ordinato sacerdote. Due anni dopo venne nominato professore di Sacra Scrittura presso l'Università di Dillingen.
Nel 1556, Lindanus si addottorò in teologia a Lovanio e fu nominato vicario generale del vescovo di Utrecht George van Egmond e decano del capitolo dell'Aia. L'anno successivo fu nominato inquisitore generale della Frisia. Nel 1562, il re Filippo II di Spagna propose il suo nome per la nuova sede episcopale di Roermond, e l'anno successivo, il 4 aprile, Lindanus fu consacrato a Bruxelles dal cardinale Granvelle. Il nuovo vescovo iniziò subito a riformare la diocesi, partecipando personalmente ai Sinodi Provinciali di Malines (1570) e di Lovanio (1573) e dando applicazione alle nuove disposizioni del Concilio di Trento.
L'opera di riforma di Lindanus fu spesso interrotta dalle operazioni di guerra della Rivolta dei Paesi Bassi e la sua stessa diocesi fu in più di un'occasione attaccata dalle truppe protestanti guidate da Guglielmo I d'Orange. Il 23 luglio 1572 I Gheuzen misero a sacco Roermond e i soldati, di fede riformata, infierirono principalmente su chiese cattoliche e monasteri. La Certosa Bethlehem nel cuore della città fu presa d'assalto e 13 religiosi, tra i quali il segretario dello stesso Lindanus, furono assassinati dalle truppe di Guglielmo. Lo stesso anno Lindanus fu costretto a causa della guerra a fuggire per diversi mesi da Roermond; al suo ritorno difese vigorosamente le prerogative ecclesiastiche contro le autorità civili e fondò, con l'aiuto di Filippo II, il Collegium Regium di Lovanio per l'educazione di giovani sacerdoti. Il Collegio svolse un ruolo importante nella formazione dei sacerdoti missionari nell'Olanda protestante, contribuendo alla sopravvivenza della Chiesa cattolica nelle Province Unite.
Il 22 luglio 1588 fu consacrato da papa Sisto V vescovo di Gand. Il 2 novembre dello stesso anno morì a Gent.

## Scritti
Tra le sue numerose opere sono particolarmente degne di nota: De optimo scripturas interpretandi genere (Colonia, 1558); Panoplia evangelica (Colonia, 1560); Stromatum libri III pro defensione Concilii Tridentini (Colonia, 1575); Missa apostolica (Anversa, 1589) e i dialoghi, Dubitantius e Ruwardius (Colonia, 1562-3). Curò inoltre varie parafrasi latine dei Salmi condotte sui testi originali e un'edizione latina del Salterio emendata sui testi greci ed ebraici.
Nel suo lavoro principale, il De optimo scripturas interpretandi genere, Lindanus argomentò contro la teoria allora dominante dell'integrità assoluta della Bibbia ebraica e sostenne, sulla base delle numerose varianti testuali e delle differenze tra le antiche versioni e il testo masoretico, la depravazione dell'ebraico originale. Per questa sua presa di posizione, e nonostante un iniziale favore, Lindanus divenne uno dei principali detrattori della Bibbia Poliglotta di Anversa, allineandosi alle tesi del grecista Léon de Castro, il maggiore critico spagnolo del lavoro di Arias Montano.

## Opere
- (LA) Wilhelmus Lindanus, Paraphraseon in Psalmos Davidicos iuxta veterem catholicae Dei Ecclesiae de antiquiss. Graecis atque castigatissimis priscorum Hebraeorum codicibus versionem: qui habet decadas Psalmorum tres. Tomus Primus, Antverpiae, Ex officina Christophori Plantini, Prototypographi Regij, 1572. URL consultato il 25 maggio 2019.
- (LA) Wilhelmus Lindanus, Panoplia evangelica sive de verbo Dei evangelico libri V (etc.) ... tribusque stromatum libris auctior (etc.), Köln, Cholinus, 1575. URL consultato il 25 maggio 2019.
- (LA) Wilhelmus Lindanus, Psalterium Davidicum vetus a sexcentis amplius scribarum mendis castigatum, argumentis Christum Iesum loquentibus, nova subinde ex Graeco versione, oratorio artificio, scholiisque geminis ornatum, et paraphrasi passim intexta illustrarum, incomparabili aliquot Olympiadum diligentia studioque indefesso r.d. Wilhelmi Damasi Lindani, Antuerpiae, Willem Silvius, 1576. URL consultato il 25 maggio 2019.

## Genealogia episcopale
La genealogia episcopale è:
- Cardinale Juan Pardo de Tavera
- Cardinale Antoine Perrenot de Granvelle
- Vescovo Wilhelmus Lindanus